# Michigan International Speedway
O Michigan International Speedway (MIS) é um circuito oval localizado na cidade de Brooklyn, no sudeste do estado do Michigan nos Estados Unidos
O MIS é um SuperSpeedway possuindo 2 milhas (3,2 km) num formato D-oval com inclinações de 18 graus nas curvas, é considerado irmão do Texas World Speedway. É realizada no circuito provas da NASCAR e IndyCar Series.

## História
O circuito foi inaugurado em 13 de outubro de 1968 com uma corrida da USAC Championship Car com capacidade para 25 mil pessoas, em 1972 foi comprado por Roger Penske, entre 1996 e 2000 sua capacidade foi de 125 mil pessoas, em 2000 foi adquirido pela ISC.